# Miriagono

Esempio di un miriagono

In geometria un miriagono è un poligono regolare con 10000 lati.
Nel miriagono regolare, ogni angolo è di 179°57'50,4" e la sua costante è 1592,3566878980891719745222929936. Il suo nome deriva da una parola del greco classico "miriade", che significa 10000.

## Riferimenti nella cultura di massa
Nel romanzo Flatlandia il "cerchio primo" è detto essere un miriagono.
Nel romanzo di John C. Wright del 2005, Orphans of Chaos, Miriagono è il nome del mondo multi-dimensionale casa dell'eroina, Amelia Armstrong Windrose (o Principessa Phaethusa, figlia del Titano Elio).